# Abla
Abla este o municipalitate din provincia Almería, Andaluzia, Spania cu o populație de 1.529 locuitori.